# Người Buryat
Người Buryat (tiếng Buryat: Буряад, Buryaad) hay Người Bố Lí Á Đặc (布里亞特), có dân số khoảng 700.000 người, là nhóm dân tộc bản địa lớn nhất tại vùng Siberia. Vùng cư trú truyền thống của họ nay thuộc Liên bang Nga, Trung Quốc và Mông Cổ.
Tại Liên bang Nga hầu hết tập trung tại quê hương của họ là Cộng hòa Buryatia, một chủ thể liên bang. Theo điều tra dân số 2010 có 461.389 người . Theo Joshua Project thì có 473.000 người được phân nhóm là "Russian Buriat" .
Tại Mông Cổ họ là phân nhóm miền Bắc chính của người Mông Cổ.  Theo Joshua Project thì có 57.000 người và được phân nhóm là "Mongolian Buriat" 
Tại Trung Quốc người Buryat cư trú chủ yếu ở Nội Mông, vùng ngã ba biên giới với Nga và Mông Cổ. Theo Joshua Project thì có 170.000 người và được phân nhóm là "Chinese Buriat" 
Người Buryat nói tiếng Buryat, một ngôn ngữ Mongol. Dẫu vậy người Buryat có chung nền văn hóa với các nhóm người Mông Cổ khác như chăn nuôi du mục, và sử dụng ger làm nơi sinh sống. Ngày nay, phần lớn người Buryat sống bên trong và xung quanh Ulan-Ude, thủ đô của nước cộng hòa Buryatia, mặc dù vậy một số vẫn có cuộc sống truyền thống ở vùng đồng quê. Họ nói một phương ngữ của tiếng Mông Cổ (hoặc một ngôn ngữ có quan hệ chặt chẽ với tiếng Mông Cổ) được gọi là tiếng Buryat.

## Lịch sử
Người Buryat có nguồn gốc từ người Eskimo Siberi định cư ở khu vực hồ Baikal. Sau đó, vào thế kỷ 13, người Mông Cổ đến và nô dịch hóa các bộ lạc Buryat quanh hồ Baikal. Tên gọi "Buriyad" được kể đến là một trong những dân tộc sống trong rừng lần đầu trong Mông Cổ bí sử (có thể là năm 1240). Thư tịch này nói rằng Truật Xích, con trai cả của Thành Cát Tư Hãn, đac hành quân lên phía bắc để chinh phục người Buryat vào năm 1207. Người Buryat lúc đó sống dọc theo sông Angara và các chi lưu. Trong ki đó, một bộ phận của họ, Barga, xuất hiện ở cả phía tây Baikal và ở phía bắc thung lũng Barguzin thuộc Buryatia ngày nay. Liên hệ với người Bargas là người Khori-Tumed sống dọc sông Arig ở phía đông Khövsgöl và Angara. Một cuộc nổi dậy nổ ra vào năm 1217, khi Thành Cát Tư Hãn cho phép một người của mình bắt 30 trinh nữ Tumad song đã bị dập tắt. Người Buryat gia nhập vào người Oirat và thách thức quyền cai trị của người Mông Cổ Đông vào thời Bắc Nguyên cuối thế kỷ 14.

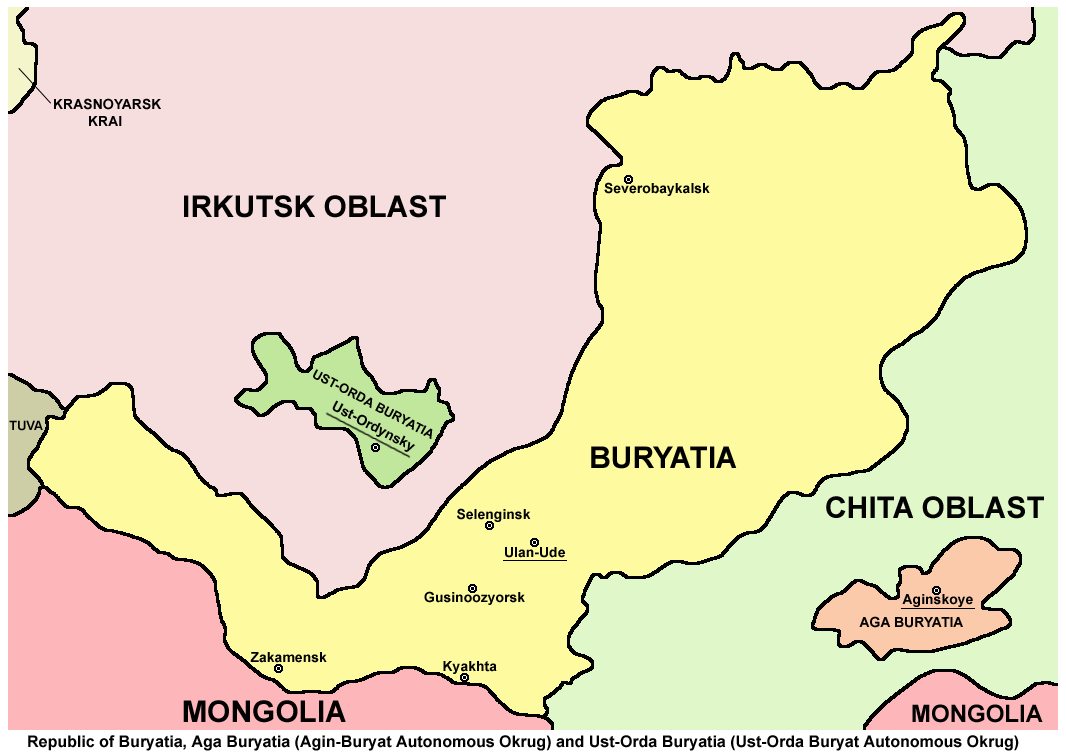
Các chủ thể liên bang của người Buryat, bao gồm Cộng hòa Buryatia, Khu tự trị Ust-Orda Buryat, và Khu tự trị Agin-Buryat.

Về mặt lịch sử, lãnh thổ quanh hồ Baikal thuộc về người Khalkha và dân tộc bản địa (Eskimo Siberi), người Buryat là thần dân của hai hãn người Khalkha là Tusheet và Setsen. Khi Nga mở rộng kiểm soát đến Ngoại Baikal (miền đông Siberia) vào năm 1609, người Cozack chỉ tìm thấy một nhóm nhỏ cư dân bản địa nói một phương ngữ Mông Cổ gọi là Buryat và phải cống nạp cho người Khalkha. Tuy nhiên, họ đã đủ mạnh để bắt ép người Ket và người Samoyed tại Kan và người Evenk tại Hạ Angara cống nạp cho họ. Tổ tiên của phần lớn người Buryat hiện đại nói một biến thể ngôn ngữ Turk-Tungus vào thời điểm đó. Ngoài ra chính các bộ tộc Buryat-Mông Cổ (Bul(a)gad, Khori, Ekhired, Khongoodor) đã hợp nhất với người Buryat, người Buryat cũng đồng hóa các nhóm khác, bao gồm một số người Oirat, Khalkha, Tungus (người Evenk). Khori-Barga đã thiên di từ Barguzin về phía đông đến vùng đất giữa Đại Hưng An Lĩnh và Argun. Khoảng năm 1594 hầu hết họ quay trở lại Aga và Nerchinsk để thoát khỏi sự chinh phục của người Daur. Lãnh thổ và dân tộc này chính thức bị sáp nhập vào Nga bằng các điều ước vào các năm 1689 và 1727, khi đó các lãnh thổ ở cả hai bên Hồ Baikal bị tách khỏi Mông Cổ của Đại Thanh. Sự hợp nhất các bộ tộc và nhóm Buryat hiện đại đã diễn ra dưới tình trạng là một phần của nước Nga. Từ giữa thế kỷ 17 đến đầu thế kỷ 20, dân số người Buryat tăng từ 27.700 lên 300.000.